# Fort romain de Housesteads
Le fort romain de Housesteads sont les ruines d'un fort auxiliaire sur le mur d'Hadrien situé à Housesteads dans la paroisse civile de Bardon Mill dans le Northumberland, en Angleterre, au sud de Broomlee Lough. Le fort a été construit en pierre autour de l'an 124 apr. J.-C., peu de temps après le début, en l'an 122, de la construction du mur, alors que la zone faisait partie de la province romaine de Britannia. Son nom comporte de nombreuses variantes, ainsi Vercovicium, Borcovicus, Borcovicium, et Velurtion. Le nom d'une ferme du XVIIIe siècle, la ferme Housesteads, est à l'origine de la dénomination moderne. Le site est la propriété du National Trust et est confié à l'English Heritage. Les trouvailles archéologiques peuvent être vues dans le musée de site, dans le musée de Chesters/Cilurnum, et dans le Museum of Antiquities à Newcastle upon Tyne.

## Histoire
La construction du mur d'Hadrien a débuté en l'an 122. Un fort a été construit en pierre sur le site du Fort romain de Housesteads autour de 124 incorporant la large base originale du mur et l'une des tourelles associées au milecastle 36 - les milecastles sont de petits fortins intermédiaires répartis régulièrement le long du mur. Le fort a été réparé et reconstruit à plusieurs reprises, ses défenses du Nord étant particulièrement sujettes à l'effondrement. Un établissement civil substantiel (vicus) existait au sud, à l'extérieur du fort, et quelques-unes des fondations en pierre sont encore visibles, y compris l'« Assassiner House », où deux squelettes ont été retrouvés lors des fouilles, sous un sol apparemment nouvellement posé[réf. nécessaire].
Au IIe siècle apr. J.-C., la garnison était constituée d'une cohorte inconnue d'infanterie auxiliaire de taille double et d'un détachement de légionnaires de la Legio II Augusta. Au IIIe siècle, elle comprenait la Cohors I Tungrorum, soutenue par le numerus Hnaudifridi et le Cuneus Frisiorum - une unité de cavalerie frisonne, cuneus se référant à une formation en coin. Selon la Notitia Dignitatum, les Tongres étaient toujours présents au IVe siècle. En 409 AD les Romains s'en étaient retirés.

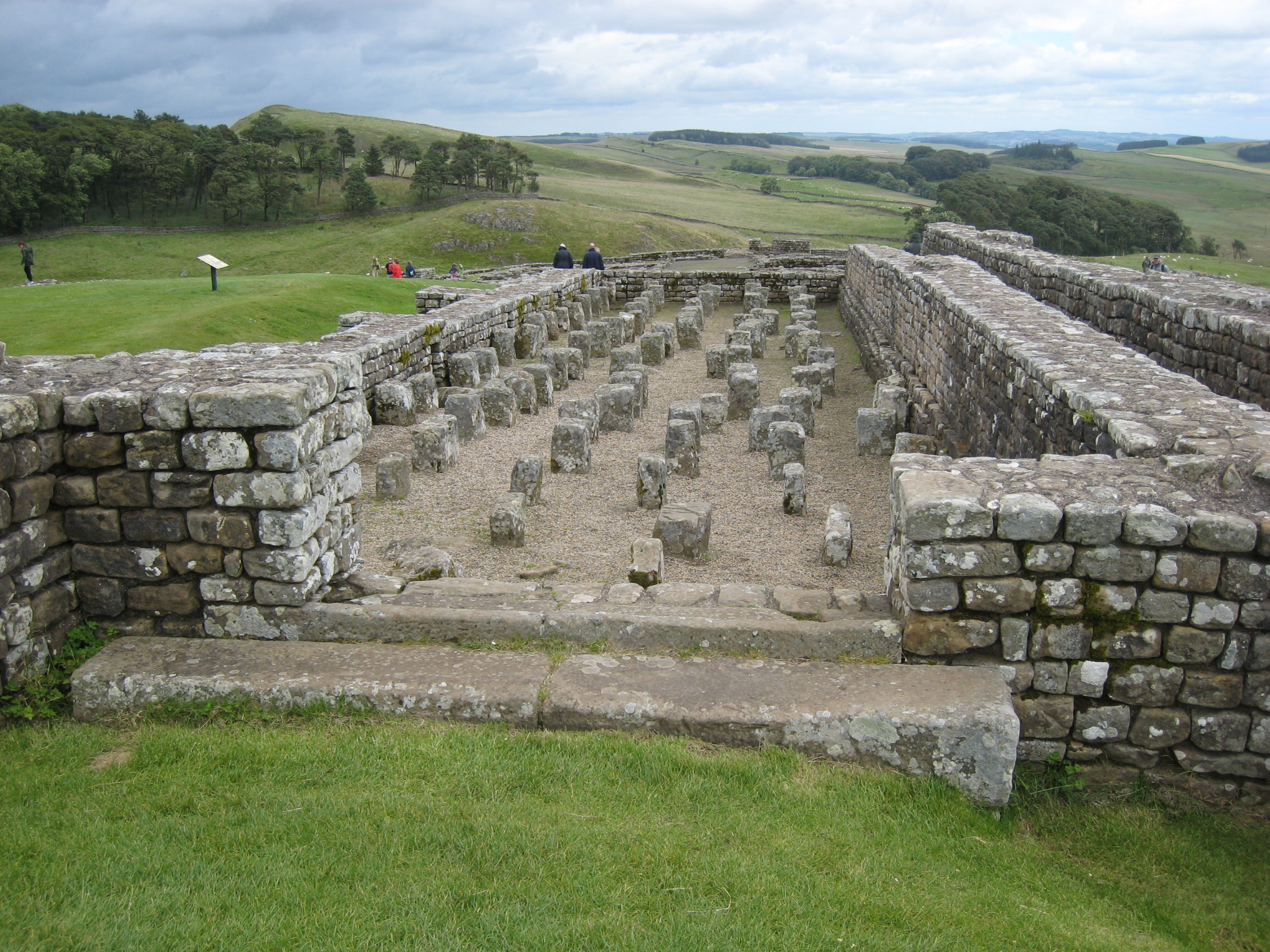
Grenier à Vercovicium. Les piliers soutenaient un plancher surélevé pour garder la nourriture au sec et à l'abri de la vermine. Ils ne font pas partie d'un hypocauste.

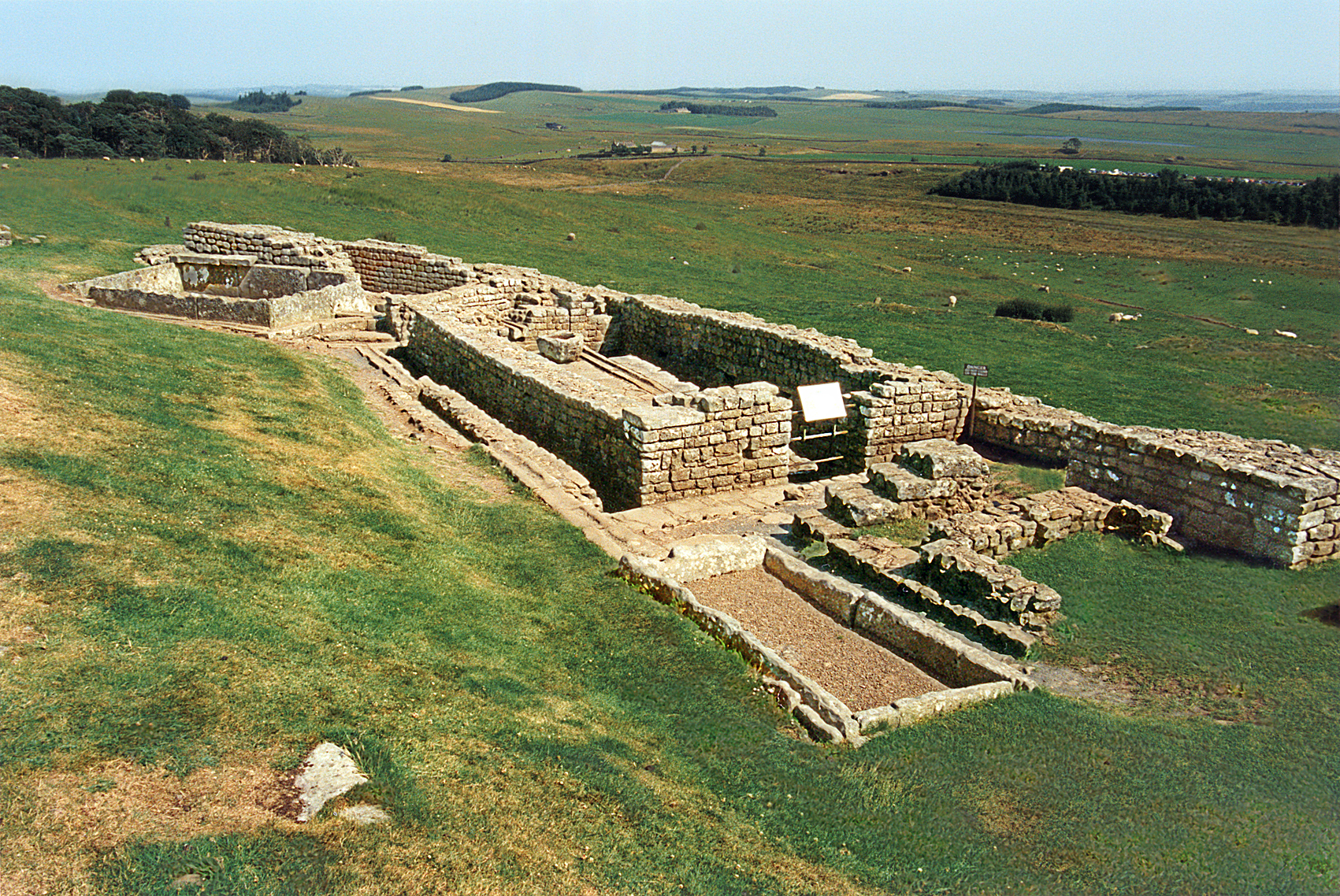
Les latrines du Fort romain de Housesteads le long du mur d'Hadrien.

La plupart des autres forts du début chevauchent le mur et font donc saillie dans le territoire barbare. Il est également inhabituel pour la Grande-Bretagne de ne pas avoir d'approvisionnement en eau courante et de dépendre de la collecte des eaux de pluie (à cette fin, il existe une série de grands réservoirs en pierre à la périphérie des défenses). Il a également l'une des latrines de pierres les mieux conservées de l'Angleterre romaine.
Le nom du fort a été donné comme Borcovicus, Borcovicium, et Velurtion. Une inscription trouvée à Housesteads avec les lettres VER, est supposé être un raccourci pour Ver(covicianorum) - les lettres ver sont interchangeables avec bor en latin tardif,. Le nom d'une ferme du XVIIIe siècle, la ferme Housesteads, est à l'origine de la dénomination moderne.
Le site est maintenant la propriété de la National Trust et est actuellement sous la garde de l'English Heritage. Les découvertes de Vercovicium peut être vu dans le musée du site, dans le musée à Cilurnum, et dans le Museum of Antiquities à Newcastle upon Tyne.

## Housesteads farm
Housesteads est une ancienne ferme dont les terres comprennent les ruines du fort. En 1604, Hugh Nixon, «Voleur de bétail et receleur de biens volés», devint locataire de la ferme Housesteads. À partir de 1663, Housesteads était la maison des Armstrong, une famille notoire de Border Reivers. Nicholas Armstrong a acheté la ferme en 1692, pour ensuite devoir la revendre en 1694 à Thomas Gibson de Hexham pour la somme de £ 485. Ils sont restés locataires. Ils étaient une bande bien connue de voleurs de chevaux et de voleurs de bétail qui utilisaient le vieux fort comme lieu de détention des chevaux et du bétail volés. Ils trafiquaient aussi loin que Aberdeen et le sud de l'Angleterre. À un moment donné, chaque membre de la famille était considéré comme un «broken man», officiellement interdit par les autorités anglaises ou écossaises. Nicholas a été pendu en 1704 et ses frères ont fui en Amérique. Les Armstrong vivaient dans une bâtisse défensive typique du XVIe siècle à deux étages : le rez-de-chaussée pour le bétail et le niveau supérieur pour les logements. Ses ruines restent construites contre la porte sud du fort romain, avec des marches en pierre extérieures et des fenêtres étroites. Un four de séchage du maïs a été inséré dans la chambre de garde de la porte au XVIIe siècle.
En 1698, la ferme a été vendue à Thomas Gibson qui a transformé le terrain autour du fort en agriculture et a ainsi labouré de nombreux objets romains. La bâtisse du XVIIe siècle a été remplacée par une ferme située au-dessus de l'hôpital romain, qui a été dessinée par Stukely en 1725. Tout au long du XVIIIe siècle Housesteads a été cultivé par une famille de fermiers locataire unique. Puisque Hodgson a enregistré la présence de William Magnay en tant que locataire pendant cette période, cela fixe l'occupation. En particulier, le puits (supposé être romain) a été documenté comme ayant été réellement construit par William, et utilisé par la famille comme bain. L'intérêt pour le fort a augmenté au XIXe siècle, particulièrement après que la ferme a été achetée par l'historien, John Clayton, en 1838, pour ajouter à sa collection de fermes de mur romain. Le terrain romain a été défriché par Clayton et la ferme actuelle a été construite vers 1860. John Maurice Clayton a tenté de vendre le fort aux enchères en 1929. Il n'a pas atteint sa réserve et il a été donné au National Trust en 1930. La ferme a été plus tard propriété des Trevelyans qui ont donné la terre pour le musée du site.